# Hypnopompe hallucinatie
Een hypnopompe hallucinatie (droombeeld) is een hallucinatie die optreedt wanneer iemand begint te ontwaken (tijdens de overgang van slapen naar waken). Praktisch gezien is een hypnopompe hallucinatie een droom die op het "verkeerde" moment optreedt in de slaapcyclus.
Een hypnopompe hallucinatie kan erg beangstigend zijn, maar is meestal geen reden tot zorg. Een hypnagoge hallucinatie treedt, in tegenstelling tot een hypnopompe hallucinatie, op wanneer de patiënt in slaap begint te vallen (tijdens de overgang van waken naar slapen).
Een hypnopompe hallucinatie kan optreden als gevolg van een overmaat aan stress en kan worden gevolgd door een paniekaanval. Ook slaapverlamming komt voor.
De meeste mensen ervaren enkele keren in hun leven hypnagoge en/of hypnopompe hallucinaties, maar zijn zich daar vaak niet eens van bewust. Wanneer sprake is van veel stress komt het verschijnsel vaker voor en is de ervaring intenser. Omdat het een beangstigende ervaring kan zijn, kan men bang worden om te gaan slapen met meer stress en meer slaapproblemen tot gevolg. Besef dat het een onschuldige reactie is op het eigen stressniveau (de hersenen slaan alarm zonder werkelijke dreiging) en het hanteren van een goede "slaaphygiëne" kunnen helpen deze vicieuze cirkel te doorbreken. 

## Verschijnselen
- Horen van stemmen, zonder dat iemand in de directe omgeving praat
- Horen van muziek, zonder een aanwijsbare geluidsbron
- Horen van geluiden (zoals voetstappen), zonder aanwijsbare geluidsbron
- Zien van (vreemde, enge) beelden of gezichten, aan het einde van de slaap (terwijl de ogen gesloten zijn)
- Voelen van prikkels, alsof iets of iemand de patiënt aanraakt
- Paniekaanvallen (tijdens de slaap of zodra de patiënt wakker wordt)
- Slaapverlamming gaat veelal gepaard met een hypnopompe hallucinatie
- Levendige dromen

## Oorzaken
- Overmatige stress
- Overspannenheid
- Burn-out